# François Moucheron
François Moucheron (23 mei 1896 - onbekend) was een Belgisch voetballer die gedurende zijn hele carrière voor Daring Club de Bruxelles uitkwam. Moucheron was een middenvelder.

## Biografie
Moucheron speelde van 1919 tot 1927 bij Daring Club de Bruxelles, waarmee hij in 1921 landskampioen werd. Hij speelde in die periode ook vier interlands voor de Rode Duivels.

## Palmares
| Nationaal         |    |      |
| Belgisch kampioen | 1x | 1921 |